# Нисикава, Дзюн
Дзюн Нисикава (яп. 西川 潤 Нисикава Дзюн , родился 21 февраля 2002) — японский футболист, атакующий полузащитник клуба «Сересо Осака», выступающий на правах аренды за клуб «Саган Тосу».

## Клубная карьера
13 апреля 2019 года дебютировал в основном составе клуба «Сересо Осака» в матче Джей-лиги 1 против «Консадоле Саппоро».

## Карьера в сборной
Выступал за сборные Японии до 17 и до 20 лет.